# Ironman Suisse
L'Ironman Suisse est une compétition de triathlon longue distance créée en 1997 et qui se tient à Thoune en Suisse. Compétition qualificative pour le championnat du monde d'Ironman à Kona (Hawaï), elle se déroule annuellement au mois de juillet. L’Ironman Suisse prend la suite d'anciennes compétitions sur longue distance, le Swiss Triathlon et l'Euroman Zurich.

## Histoire
| \| · Zurich · Thoune \| Localisation de l'épreuve depuis 1997 |
| · Zurich · Thoune                                             |

### 1983-1985: Swiss Triathlon
En octobre 1982, René Friedli, graphiste à Zurich fait partie des premiers européens avec Detlef Kühnel et Manuel Debus à participer à l'Ironman d'Hawaï. Il le termine en 12 h 57 min 11 s. En 1983, le 23 juillet, il organise et met en œuvre le premier triathlon longue distance en Suisse qui est le second  événement européen après le triathlon international de Nice, organisé par la société américaine IMG en novembre 1982. 66 triathlètes passent la ligne d'arrivée du Swiss Triathlon de cette première édition. En 1984 et 1985 l'épreuve est de nouveau organisée avec près de 1 000 inscrits pour chaque édition. Carl Kupferschmid triathlète suisse qui est le tout premier européen à monter sur la troisième marche du podium de l'Ironman d'Hawaï, face à une domination exclusivement américaine, remporte les trois éditions de cette compétition. En 1986, l'édition est annulée par manque de participation, la concurrence d'une autre compétition, la Trans Swiss Triathlon ayant réduit le nombre de participants à l'épreuve de Zurich.

### 1995-1996: Euroman Zurich
Peter Boll, triathlète et un des fondateurs de la Fédération suisse de triathlon, ainsi que Martin Koller, son premier entraineur, organisent sous le nom d'« Euroman Zurich » une nouvelle compétition sur distance Ironman et pour la première fois, celle-ci attribue des places qualificatives (slot) pour le championnat du monde à Hawaï. 25 slots sont attribués aux triathlètes en tête de leur groupe d'âge. Pour la seconde édition de cette épreuve, 40 slots sont attribués. L'épreuve est retransmise sur Eurosport et Mark Allen est un des commentateurs de l'épreuve. Une épreuve sur courte distance est également organisée le même jour. Peter Boll et  Martin Koller qui ont fondé en 1995 BK Sport Promotions AG, font l’acquisition fin 1996 de la licence Ironman auprès de la World Triathlon Corporation. L'Euroman Zurich devient alors l'Ironman Suisse.

### Depuis 1997: Ironman Suisse
Le 3 août 1997, l'événement se déroule pour la première fois sous le nom d'Ironman Suisse (Ironman Switzerland) et offre des primes globales de 60 000 dollars. De nombreux triathlètes professionnels internationaux sont au départ de cette première édition, tels Alexandre Taubert, vainqueur des deux éditions de l'Euroman, Wolfgang Dittrich, troisième à Hawaïen 1993, le champion du monde de duathlon 1994, Normann Stadler qui fait ses débuts sur Ironman, Scott Tinley gagnant à Hawaï en 1982 et 1985, Tim DeBoom et Uwe Widmann à leur début. Chez les femmes, la vainqueur de l'Ironman Europe à Roth, Ute Mückel, la vainqueur de l'Ironman Japon en 1995 et 1996, Heather Fuhr, Ariane Gutknecht et l'Australienne Robyn Roocke sont les favorites. Au total, 740 triathlètes s'affrontent pour un places qualificatives et les primes très élevées.
En 2006 les organisateurs poursuivent le développement de la manifestation  et s’adjoignent les services de Kurt Denk, initiateur et coorganisateur de l'Ironman Allemagne depuis 1995. En 2007, BK Sport Promotion implante un Ironman 70.3 à  Rapperswil-Jona. En 2008, la World Triathlon Corporation (WTC) est rachetée par le fonds d'investissement Private Equity et modifie sa stratégie de développement par le rachat et l’intégration des licenciés dans sa structure d'organisation. La société fondée par Peter Boll et Martin Koller est rachetée et l’organisation est prise en charge par la WTC.
Un nombre record de participants à l'Ironman Suisse est atteint en 2014, même si le nombre de slots est ramené à 40 et les primes globales à 50 000 dollars américains, la compétition attire toujours un grand nombre de triathlètes internationaux. En 2016 lors de la 20e édition, le Suisse Ronnie Schildknecht remporte pour la neuvième fois consécutive l’épreuve et établit un record et une première mondiale.

### 2021: nouveau site
Après plus de 23 ans sur le site de Zurich, l'Ironman Suisse s'installe dans le canton de Berne à Thoune. La première édition qui se déroule le 21 juillet 2021 connait un large succès. Les courses masculines et féminines réunissent un plateau de très haut niveau. Le cadre exceptionnel et la beauté des paysages le long des parcours permettant une première de grande qualité qui pérennise l'installation de la compétition dans ce nouvel environnement.

## Palmarès
| Année | Médaille d'or           | Temps           | Médaille d'argent | Temps           | Médaille de bronze   | Temps           |
| ----- | ----------------------- | --------------- | ----------------- | --------------- | -------------------- | --------------- |
| 2023  | Jan van Berkel -4-      | 8 h 5 min 1 s   | Leonard Arnold    | 8 h 7 min 13 s  | Andrea Salvisberg    | 8 h 10 min 24 s |
| 2021  | Jan van Berkel -3-      | 7 h 39 min 40 s | Joe Skipper       | 7 h 41 min 6 s  | Ruedi Wild           | 7 h 49 min 34 s |
| 2019  | Jan van Berkel -2-      | 8 h 17 min 4 s  | Sven Riderer      | 8 h 24 min 7 s  | Cyril Viennot        | 8 h 31 min 3 s  |
| 2018  | Jan van Berkel -1-      | 8 h 9 min 18 s  | David Pleše       | 8 h 13 min 27 s | Cameron Wurf         | 8 h 14 min 13 s |
| 2017  | Nicholas Kastelein      | 8 h 13 min 28 s | Ruedi Wild        | 8 h 20 min 37 s | Jan van Berkel       | 8 h 26 min 51 s |
| 2016  | Ronnie Schildknecht -9- | 8 h 17 min 4 s  | Timo Bracht       | 8 h 24 min 13 s | Jan van Berkel       | 8 h 29 min 12 s |
| 2015  | Ronnie Schildknecht -8- | 8 h 21 min 19 s | Jan van Berkel    | 8 h 28 min 57 s | Alessandro Degasperi | 8 h 31 min 36 s |
| 2014  | Boris Stein             | 8 h 33 min 2 s  | David Pleše       | 8 h 34 min 13 s | Marek Jaskółka       | 8 h 40 min 40 s |
| 2013  | Ronnie Schildknecht -7- | 8 h 33 min 39 s | Iván Raña         | 8 h 40 min 55 s | Per Bittner          | 8 h 46 min 23 s |
| 2012  | Ronnie Schildknecht -6- | 8 h 17 min 13 s | Jan van Berkel    | 8 h 32 min 27 s | Mathias Hecht        | 8 h 42 min 8 s  |
| 2011  | Ronnie Schildknecht -5- | 8 h 19 min 51 s | Clemente Alonso   | 8 h 27 min 56 s | Mathias Hecht        | 8 h 30 min 26 s |
| 2010  | Ronnie Schildknecht -4- | 8 h 12 min 40 s | Swen Sundberg     | 8 h 29 min 18 s | Mike Aigroz          | 8 h 34 min 24 s |
| 2009  | Ronnie Schildknecht -3- | 8 h 20 min 0 s  | Stefan Riesen     | 8 h 31 min 10 s | Torsten Abel         | 8 h 36 min 38 s |
| 2008  | Ronnie Schildknecht -2- | 8 h 16 min 5 s  | Stefan Riesen     | 8 h 32 min 10 s | Frank Vytrisal       | 8 h 40 min 53 s |
| 2007  | Ronnie Schildknecht -1- | 8 h 25 min 0 s  | Mathias Hecht     | 8 h 32 min 48 s | József Major         | 8 h 40 min 3 s  |
| 2006  | Stefan Riesen           | 8 h 16 min 50 s | Mathias Hecht     | 8 h 26 min 1 s  | Gerrit Schellens     | 8 h 30 min 1 s  |
| 2005  | Christoph Mauch         | 8 h 21 min 50 s | Olivier Bernhard  | 8 h 29 min 49 s | Mitchell Anderson    | 8 h 36 min 28 s |
| 2004  | Olivier Bernhard -5-    | 8 h 16 min 6 s  | Normann Stadler   | 8 h 21 min 24 s | Christoph Mauch      | 8 h 32 min 31 s |
| 2003  | Olivier Bernhard -4-    | 8 h 27 min 5 s  | Stefan Riesen     | 8 h 31 min 0 s  | Christoph Mauch      | 8 h 36 min 42 s |
| 2002  | Olivier Bernhard -3-    | 8 h 33 min 0 s  | Christoph Mauch   | 8 h 40 min 8 s  | René Rovera          | 8 h 43 min 8 s  |
| 2001  | Péter Kropkó -2-        | 8 h 29 min 49 s | Christoph Mauch   | 8 h 33 min 15 s | Stefan Riesen        | 8 h 40 min 39 s |
| 2000  | Olivier Bernhard -2-    | 8 h 12 min 27 s | Péter Kropkó      | 8 h 21 min 5 s  | Paul Kemper          | 8 h 25 min 41 s |
| 1999  | Péter Kropkó -1-        | 8 h 32 min 51 s | Olivier Bernhard  | 8 h 35 min 52 s | Rolf Lautenbacher    | 8 h 48 min 16 s |
| 1998  | Olivier Bernhard -1-    | 8 h 23 min 7 s  | Christophe Buquet | 8 h 30 min 51 s | Péter Kropkó         | 8 h 33 min 14 s |
| 1997  | Pierre-Alain Frossard   | 8 h 30 min 23 s | Alexander Taubert | 8 h 32 min 28 s | Dirk Van Gossum      | 8 h 42 min 24 s |

| Année | Médaille d'or         | Temps           | Médaille d'argent   | Temps           | Médaille de bronze | Temps           |
| ----- | --------------------- | --------------- | ------------------- | --------------- | ------------------ | --------------- |
| 2022  | Daniela Ryf -4-       | 8 h 59 min 4 s  | Alexandra Tondeur   | 9 h 25 min 58 s | Heini Hartikainen  | 9 h 27 min 0 s  |
| 2021  | Daniela Ryf -3-       | 8 h 32 min 35 s | Petra Eggenschwiler | 9 h 8 min 43 s  | Kristin Liepold    | 9 h 10 min 24 s |
| 2018  | Kaisa Sali            | 9 h 6 min 1 s   | Skye Moench         | 9 h 14 min 36 s | Annabel Luxford    | 9 h 16 min 55 s |
| 2017  | Céline Schärer        | 9 h 38 min 2 s  | Tine Holst          | 9 h 37 min 44 s | Martina Kunz       | 9 h 40 min 8 s  |
| 2016  | Daniela Ryf -2-       | 8 h 51 min 50 s | Emma Bilham         | 9 h 21 min 48 s | Michaela Herlbauer | 9 h 28 min 12 s |
| 2015  | Beth Gerdes           | 9 h 21 min 5 s  | Mary Beth Ellis     | 9 h 26 min 37 s | Mareen Hufe        | 9 h 35 min 26 s |
| 2014  | Daniela Ryf -1-       | 9 h 13 min 30 s | Natascha Badmann    | 9 h 28 min 37 s | Sonja Tajsich      | 9 h 29 min 15 s |
| 2013  | Anja Beranek          | 9 h 21 min 31 s | Céline Schärer      | 9 h 28 min 28 s | Erika Csomor       | 9 h 33 min 17 s |
| 2012  | Erika Csomor          | 9 h 20 min 16 s | Bella Bayliss       | 9 h 25 min 54 s | Simone Brändli     | 9 h 30 min 58 s |
| 2011  | Karin Thürig -3-      | 9 h 3 min 26 s  | Amy Marsh           | 9 h 11 min 36 s | Erika Csomor       | 9 h 36 min 59 s |
| 2010  | Karin Thürig -2-      | 9 h 0 min 4 s   | Heleen bij de Vaate | 9 h 23 min 50 s | Monika Lehmann     | 9 h 28 min 25 s |
| 2009  | Sibylle Matter -2-    | 9 h 14 min 35 s | Monika Lehmann      | 9 h 25 min 5 s  | Lisbeth Kristensen | 9 h 25 min 37 s |
| 2008  | Sibylle Matter -1-    | 9 h 30 min 12 s | Kathrin Pätzold     | 9 h 35 min 5 s  | Caroline Steffen   | 9 h 37 min 24 s |
| 2007  | Rebecca Preston -2-   | 9 h 20 min 43 s | Sibylle Matter      | 9 h 26 min 6 s  | Alison Fitch       | 9 h 31 min 47 s |
| 2006  | Rebecca Preston -1-   | 9 h 24 min 18 s | Nicole Klingler     | 9 h 36 min 18 s | Michaela Giger     | 9 h 53 min 47 s |
| 2005  | Karin Thürig -1-      | 9 h 10 min 54 s | Ewa Dederko         | 9 h 44 min 38 s | Martina Lang       | 10 h 2 min 11 s |
| 2004  | Yvonne Krömker        | 9 h 31 min 1 s  | Wenke Kujala        | 9 h 34 min 24 s | Sonja Tajsich      | 9 h 36 min 51 s |
| 2003  | Ariane Gutknecht      | 9 h 39 min 48 s | Yvonne Krömker      | 9 h 42 min 46 s | Ute Mückel         | 9 h 47 min 37 s |
| 2002  | Beth Zinkand          | 9 h 39 min 50 s | Jane Fardell        | 9 h 45 min 14 s | Ariane Gutknecht   | 9 h 57 min 5 s  |
| 2001  | Silvia Vaupel         | 9 h 55 min 44 s | Angela Milne        | 9 h 57 min 46 s | Ariane Gutknecht   | 9 h 58 min 27 s |
| 2000  | Tara-Lee Marshall     | 9 h 15 min 54 s | Robyn Roocke        | 9 h 26 min 23 s | Ariane Gutknecht   | 9 h 28 min 9 s  |
| 1999  | Dolorita Fuchs-Gerber | 9 h 46 min 42 s | Tara-Lee Marshall   | 9 h 52 min 17 s | Louise Davoren     | 9 h 57 min 3 s  |
| 1998  | Heather Fuhr          | 9 h 29 min 35 s | Ariane Gutknecht    | 9 h 49 min 18 s | Barbara Buenahora  | 9 h 58 min 26 s |
| 1997  | Ute Mückel            | 9 h 32 min 48 s | Ariane Gutknecht    | 9 h 51 min 21 s | Heather Fuhr       | 10 h 1 min 53 s |